# Самсонова, Вера Александровна
Вера Александровна Самсонова (1902, Санкт-Петербург — 1980, Нью-Йорк или 8 мая 1989, Мюнхен) — русская и американская переводчица и общественный деятель.

## Биография
Родилась в Петербурге. В детстве жила в Туркестане, где её отец, генерал Александр Васильевич Самсонов, служил генерал-губернатором. В 1922 году работала в петроградском отделении Американской администрации помощи (АРА), в следующем году — в Фонде европейских студентов в Одессе. В 1924 году эмигрировала в Болгарию. Училась политэкономии в Софийском университете, позднее перебралась в Париж, где работала в различных компаниях и издательствах.
В период Второй мировой войны служила переводчицей в армии США. C 1945 года работала в Администрации помощи и восстановления Объединённых Наций в Берлине, а впоследствии руководила отделом розыска в Международной организации по делам беженцев.
В 1953 году начала сотрудничать с Толстовским фондом, став его представителем по различным странам Европы и Ближнего Востока. В 1978 году Самсонова переселилась в США и была избрана в правление Толстовского фонда в Нью-Йорке.